# Jornal de Ipanema
O Jornal de Ipanema foi um periódico que circulou no bairro de Ipanema, na cidade do Rio de Janeiro, no Brasil. Fundado pelo jornalista Mário G. S. Peixoto, no início dos anos 70, contou com a colaboração de grandes intectuais do bairro, como Vinícius de Moraes, Hugo Bidet, Albino Pinheiro, entre outros. O artista plástico Juarez Machado, iniciou a sua carreira de cartunista como colaborador do Jornal de Ipanema.
No formato de tablóide conheceu grande popularidade nas décadas de 1970 e de 1980.